# Мара Ратић
Марија „Мара” Ратић била је једна од првих жена стрип сценаристкиња у Србији. Истовремено се са стрип аутором Жиком Тодоровићем, познатијим као Жика Стрип, бавила издавањем стрипова и рото-романа.

## Биографија
О Мари Ратић зна се мало. Ирена Јукић Прањић, стрип ауторка из Хрватске, у својој антологији „Женски стрип на Балкану” сврстава је у пионирке женског стрипа на просторима бивше СФРЈ, док Здравко Зупан у предговору за роман „Спавачи” наводи да је њено право име Марија.
Марино име углавном се везује за београдског стрип цртача, писца и боема Жику Тодоровића, познатијег као Жика Стрип. Године 1959. овај тандем издаје свеску свог научно-фантастичног стрипа „Диригована планета (фантастичан стрип о вештачком сателиту)“, а крајем следеће године покрећу и забавник „Ракета“. Забавник је замишљен као петнаестодневник, али је излазио нередовно. Успели су да издају пет бројева. У свим бројевима као издавач потписан је „Зенит“ из Суботице, изузев четвртог у коме су као издавачи назначени аутори. У исто време њих двоје почињу да издају и рото-роман у наставцима „Телефон убица”, чији је аутор био Тодоровић.